# 戸村宇里
戸村 宇里（とむら うさと、1970年 - ）は、日本の洋画家、デザイナー。東京都出身。桑沢デザイン研究所グラフィックデザイン科卒業。血液型A型。

## 経歴
- 1970年 東京都 生まれ。
- 1977年 ニューヨークに1年間暮らす。ロンドン、パリ、ローマを回り帰国。
- 1988年 東京都立深沢高等学校卒業。
- 1990年 桑沢デザイン研究所グラフィックデザイン科卒。店舗企画会社、映画館、印刷会社等に勤務。渋谷のクラブシーンを中心に照明器具オブジェ等を展開。コミュニケーションツール「bit」を洋書ロゴスにて発売。
- 1996年 自宅を渋谷の繁華街に移す。雑誌『POPEYE』等にideamanの肩書きで多数のアイディア作品を掲載。
- 1997年 TOKIONの創刊に携わる。SHIPS広告連載22回。
- 1999年 TOYOTA お台場メガウェブキャラクター トリオdeサンバ。
- 1999年 SAZABY ウィンドウディスプレー。
- 1999年 renownlook オブジェ・プレスキット制作。
- 1999年 Tanquerayポストカード。
- 1999年 Marutaku マークデザイン。
- 2000年 Hot-Dog-Press UNIQLO紹介キャラクター。SHIBUYA TV 広告。
- 2001年 伊勢丹 bpqc ｢ハラペコ君」
- 2001年 MTV フリーペーパー ｢スピーカー君」
- 2002年 こずえ鈴の英会話 web アニメーション制作。
- 2002年 "Ｅ君"連載20回。
- 2002年 amlux TOYOTA 「マルク」「ラックス」。
- 2002年 Victor Entertainment ファットフォト連載5回。
- 2002年 バンタンデザイン専門学校講師。
- 2003年 『ASAHIパソコン』増刊skewl。
- 2003年 duba tv ビデオアニメーション。
- 2003年 Tokyo Walkker bb イラストリポート。
- 2004年 ウェルネススポーツ専門学校 キャラクターデザイン。
- 2004年 TBS Catchat　子供番組 衣装製作。
- 2005年 福助 fukuske transit オリジナルTシャツ。
- 2005年 samurai season マークデザイン。
- 2006年 アンビズ所属アーティストとなる。
- 2006年 6月 海外デビュー。
- 2006年 WORLD CUP 2006のドイツに展示旅行。
- 2007年 桜美林大学　芸術文化学部　非常勤講師。[3]
- 2008年 ウサギアニメーション　youtube  [4]
- 2008年 原宿プロジェクト　工事現場仮囲い
- 2008年 青山 suna キャラクター
- 2009年 ガーラ湯沢 FROM AQUA店舗 キャラクター
- 2010年 南アフリカ大使館　キャラクター（worldcup- Dancing for Kids )
- 2012年 日本文化人協会　web番組出演
- 2013年 電通社内パンフレット
- 2014年 似顔本

## 主な展覧会

### 個展
- 1990年 祖師谷大蔵・Gallery TAGAにて個展
- 1992年 『Time10Exhibition』, 青山・mixにて個展
- 1992年 代々木公園・Parkmanにて
- 2000年 『TWINKLE TWINKLE』京都府 ・ 大阪府 ・ 東京都にて
- 2001年 『男は度胸女は愛嬌』, 青山・mixにて個展
- 2001年 『ThinkTankExhibition』, 青山・mixにて個展
- 2002年 『Le trou de la lapin』, 西麻布・BAR AMRTAにて個展
- 2003年 『ウサカオ』, 新宿ゴールデン街にて個展
- 2004年 『Usatoのラブホテル』, Pepper’s Loft Galleryにて個展
- 2006年 amB’z 1st exhibitionにて
- 2006年 ドイツWORLD CUP展示旅行

### ディスプレー
- 1991年 渋谷・One-Ho-Nine J-oneにてオープニングディスプレー
- 1993年 自由が丘・ItalianVasesにて店舗ディスプレー

## 主な作品

### 油彩

#### Usato Museum of Art シリーズ
※詳細は該当サイト参照
- 2006年 「牛　日本人形　人の頭部」
- 2011年 「Water Lilies」
- 2011年 「Tournesols」
- 2011年 「Woman with a Parasol」
- 2012年 「La Chambre a Arles」
- 2012年 「薬飾りの壺、砂糖壺とりんご」
- 2012年 「タヒチの女」
- 2012年 「草上の昼食」
- 2012年 「La Danse」
- 2012年 「Autumn Rhythm」
- 2013年 「Compositie met rood, geel, blaw en swart」
- 2013年 「Walking Figure」

### 主なキャラクターワーク
- Usato style Rabbit [6]
- amlux TOYOTA 「マルク」「ラックス」キャラクター
- Hot-Dog-Press UNIQLO紹介キャラクタ
- お台場メガウェブキャラクタートリオdeサンバ

## 主な出品・受賞歴
- 1992年 ハンズ大賞入選
- 1992年 KDSCrossWorldTable KDS大賞　パーソンズ蔵